# Canton (Caroline du Nord)

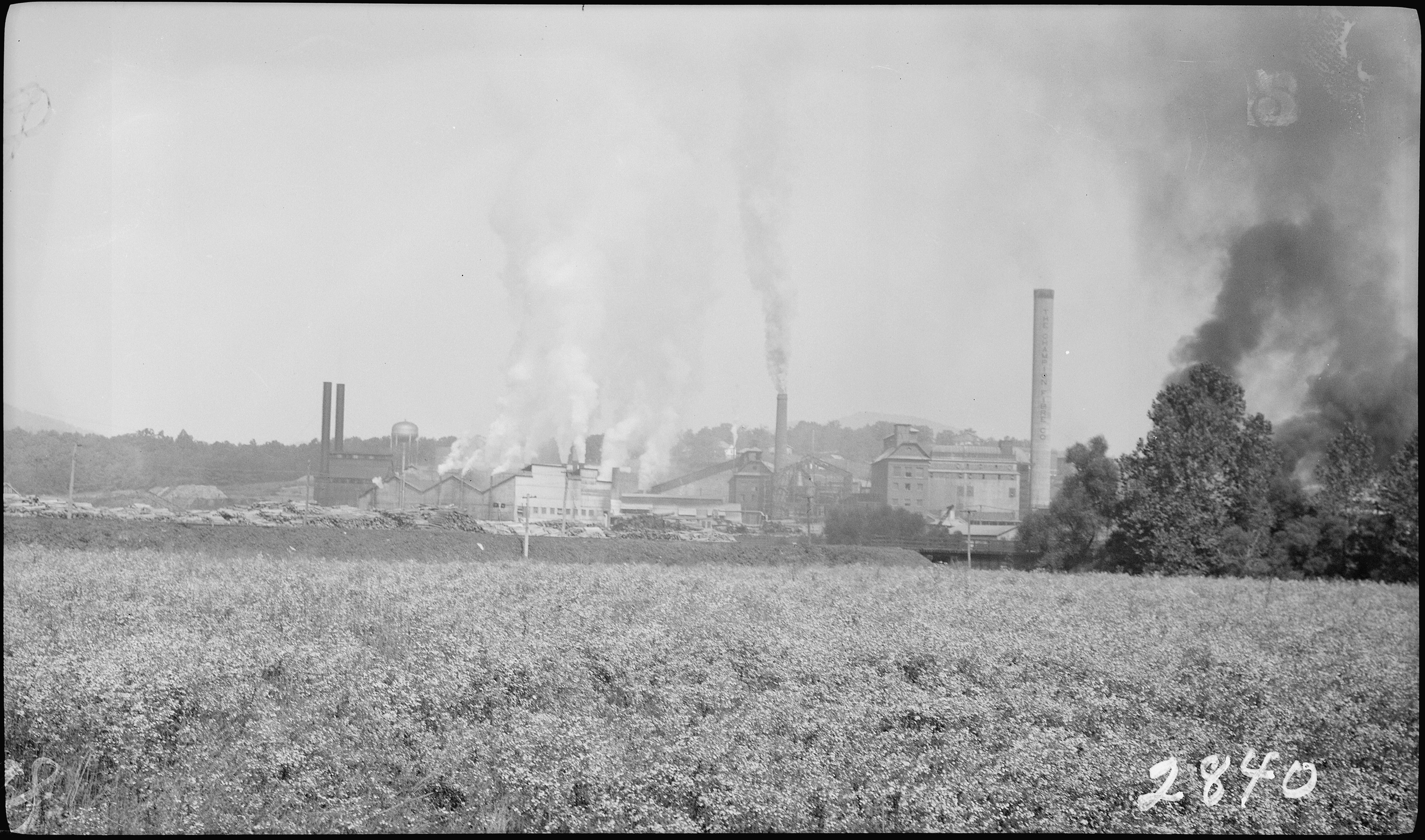
Usine Champion en 1937

Pour les articles homonymes, voir Canton (homonymie).
Canton est une ville américaine située dans le comté de Haywood dans l'État de Caroline du Nord. En 2010, sa population était de 4 227 habitants.

## Démographie
| 1900 | 1910  | 1920  | 1930  | 1940  | 1950  |
| ---- | ----- | ----- | ----- | ----- | ----- |
| 230  | 1 393 | 2 584 | 5 117 | 5 037 | 4 906 |

| 1960  | 1970  | 1980  | 1990  | 2000  | 2010  |
| ----- | ----- | ----- | ----- | ----- | ----- |
| 5 068 | 5 158 | 4 631 | 3 790 | 4 029 | 4 227 |

## Source de la traduction
- (en) Cet article est partiellement ou en totalité issu de l’article de Wikipédia en anglais intitulé « Canton, North Carolina » (voir la liste des auteurs).